# Millery (Rhône)
Pour les articles homonymes, voir Millery.
Millery [mijʁi] est une commune française située dans le département du Rhône, en région Auvergne-Rhône-Alpes.

## Géographie

En rouge le territoire de Millery qui a intégré Vernaison et la métropole, en bleu le territoire qui a rejoint Grigny.

La ville est située sur une colline à 300 m d'altitude.
Le 1er janvier 2015, la limite de la commune a été modifiée à la suite de la création de la métropole de Lyon. En effet depuis la création d'un corridor reliant l'enclave territoriale des communes de Grigny et Givors à la métropole de Lyon, le territoire de Millery n'atteint plus le Rhône à l'est et la commune n'est plus directement limitrophe avec Sérézin-du-Rhône et Ternay. Ce sont les villes de Vernaison et Grigny qui ont intégré ce territoire.

### Climat
Pour des articles plus généraux, voir Climat d'Auvergne-Rhône-Alpes et Climat du Rhône.
En 2010, le climat de la commune est de type climat océanique altéré, selon une étude du Centre national de la recherche scientifique s'appuyant sur une série de données couvrant la période 1971-2000. En 2020, Météo-France publie une typologie des climats de la France métropolitaine dans laquelle la commune est dans une zone de transition entre le climat semi-continental et le climat de montagne et est dans la région climatique  Nord-est du Massif Central, caractérisée par une pluviométrie annuelle de 800 à 1 200 mm, bien répartie dans l’année. 
Pour la période 1971-2000, la température annuelle moyenne est de 11,6 °C, avec une amplitude thermique annuelle de 17,8 °C. Le cumul annuel moyen de précipitations est de 798 mm, avec 9,2 jours de précipitations en janvier et 6,3 jours en juillet. Pour la période 1991-2020, la température moyenne annuelle observée sur la station météorologique de Météo-France la plus proche, « Saint-Genis-Laval », sur la commune de Saint-Genis-Laval à 7 km à vol d'oiseau, est de 12,8 °C et le cumul annuel moyen de précipitations est de 782,6 mm,. Pour l'avenir, les paramètres climatiques de la commune estimés pour 2050 selon différents scénarios d'émission de gaz à effet de serre sont consultables sur un site dédié publié par Météo-France en novembre 2022.

## Urbanisme

### Typologie
Au 1er janvier 2024, Millery est catégorisée ceinture urbaine, selon la nouvelle grille communale de densité à sept niveaux définie par l'Insee en 2022.
Elle appartient à l'unité urbaine de Lyon, une agglomération inter-départementale regroupant 123  communes, dont elle est une commune de la banlieue,,. Par ailleurs la commune fait partie de l'aire d'attraction de Lyon, dont elle est une commune de la couronne,. Cette aire, qui regroupe 397 communes, est catégorisée dans les aires de 700 000 habitants ou plus (hors Paris),.

### Occupation des sols

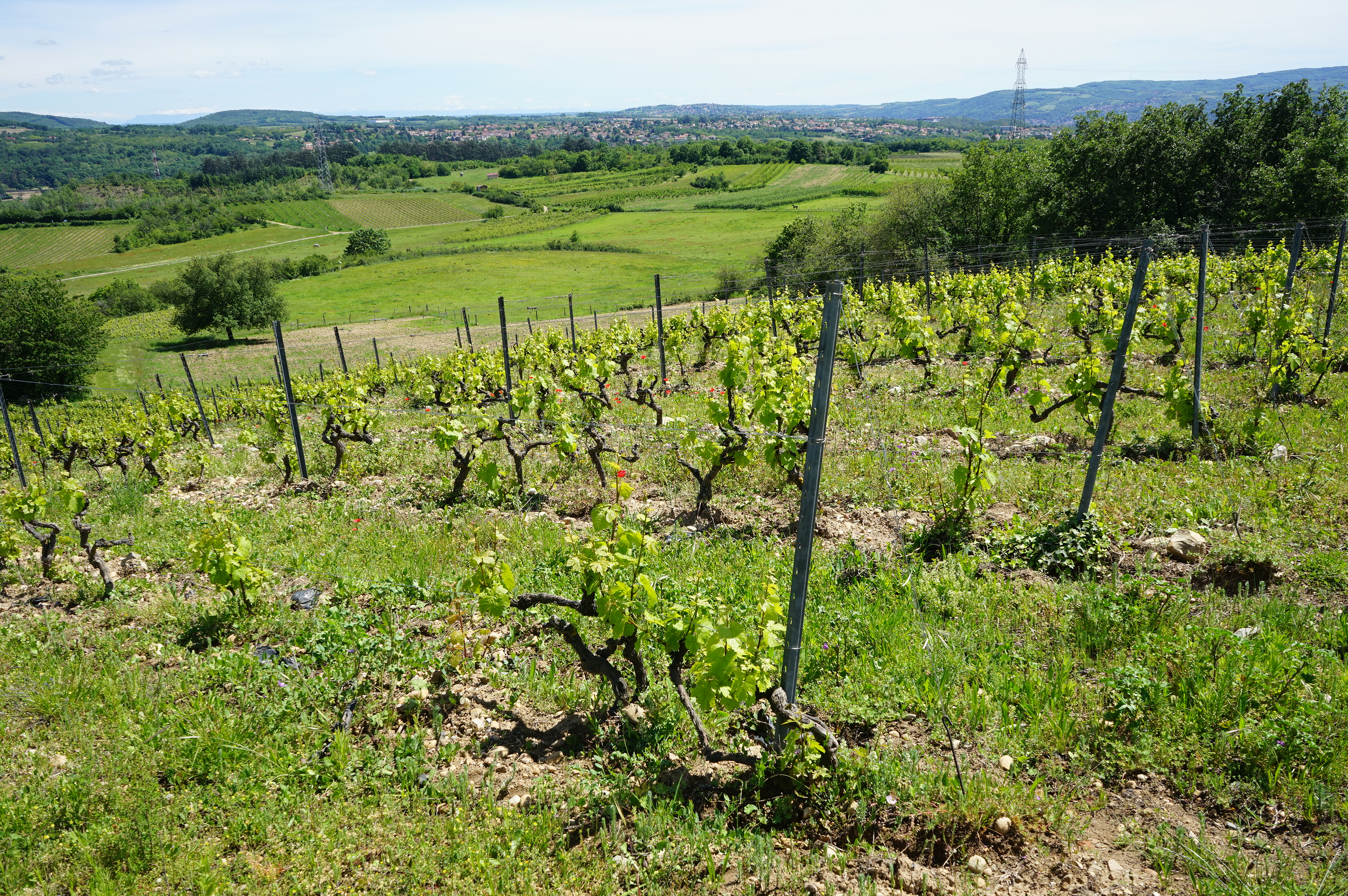
Vignobles à Millery (Rhône).

L'occupation des sols de la commune, telle qu'elle ressort de la base de données européenne d’occupation biophysique des sols Corine Land Cover (CLC), est marquée par l'importance des territoires agricoles (56,4 % en 2018), en augmentation par rapport à 1990 (51,4 %). La répartition détaillée en 2018 est la suivante : 
zones urbanisées (23,4 %), zones agricoles hétérogènes (21,9 %), cultures permanentes (20,1 %), prairies (14,4 %), forêts (13,8 %), eaux continentales (3,8 %), mines, décharges et chantiers (2,5 %), zones industrielles ou commerciales et réseaux de communication (0,1 %). L'évolution de l’occupation des sols de la commune et de ses infrastructures peut être observée sur les différentes représentations cartographiques du territoire : la carte de Cassini (XVIIIe siècle), la carte d'état-major (1820-1866) et les cartes ou photos aériennes de l'IGN pour la période actuelle (1950 à aujourd'hui).

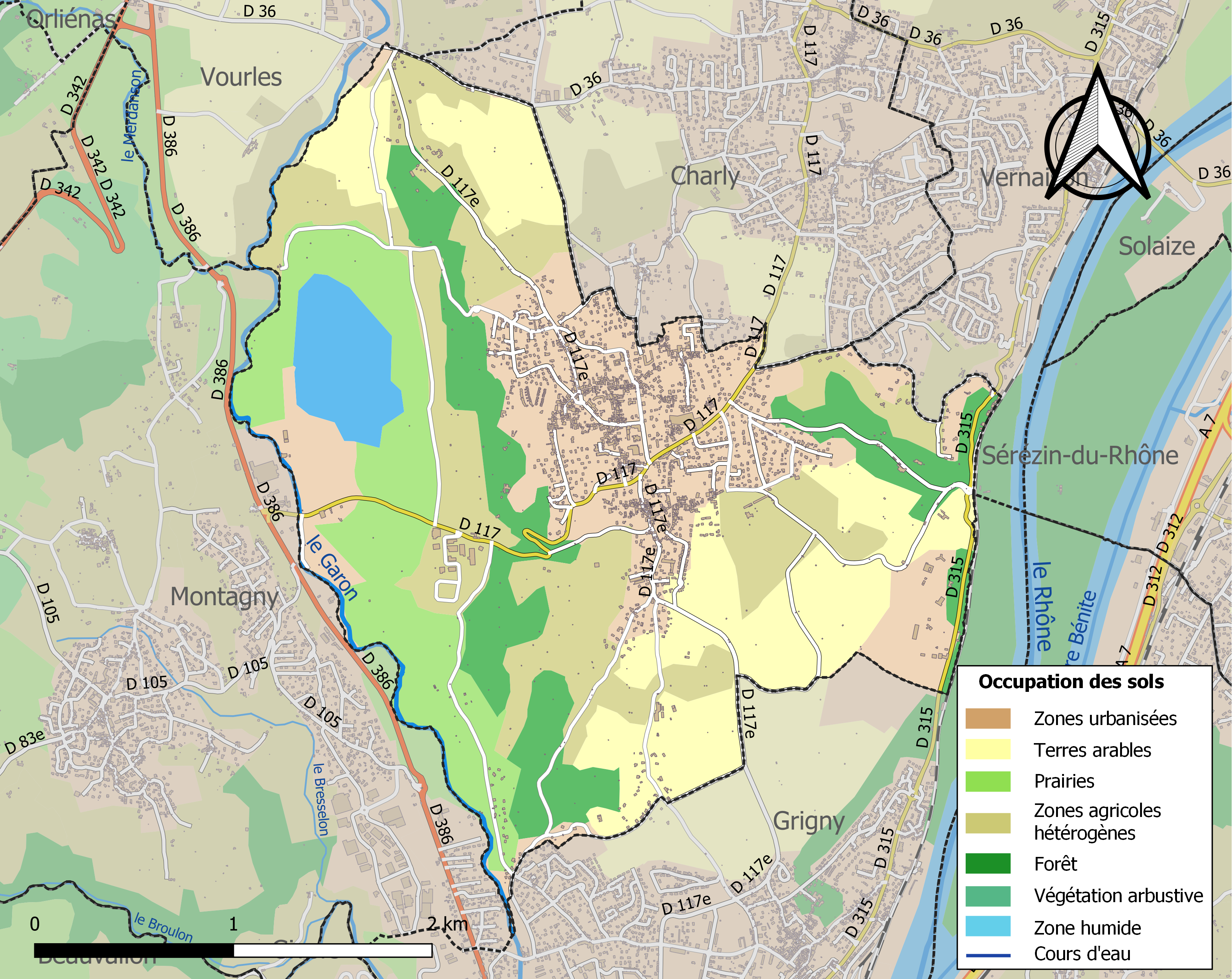
Carte des infrastructures et de l'occupation des sols de la commune en 2018 (CLC).

## Politique et administration

### Jumelages
- Bliesbruck (France) depuis 1946

Le jumelage entre Millery et Bliesbruck est né sous l'impulsion de l'association France Résistance en 1946, dans le but d'aider à la reconstruction de la commune mosellane en ruines. Depuis, ces deux localités ont gardé des liens permanents.
Ils ont, d'ailleurs, été ravivés lors de la Pentecôte de mai 2010, lorsque la délégation millerote, dont le maire, Marc Cliet, faisait partie, vint à Bliesbruck dans l'intérêt de sceller une amitié vieille depuis plus de 60 ans. Une plaque en métal forgé représentant les blasons de chaque commune, reliés par deux mains se joignant, a été offerte à Bliesbruck par Millery, le socle est gravé de l'inscription « Bliesbruck-Millery Une amitié faite pour durer ».
Une autre visite de ce genre devrait avoir lieu, cette fois à Millery, en 2012.

## Démographie
L'évolution du nombre d'habitants est connue à travers les recensements de la population effectués dans la commune depuis 1793. Pour les communes de moins de 10 000 habitants, une enquête de recensement portant sur toute la population est réalisée tous les cinq ans, les populations de référence des années intermédiaires étant quant à elles estimées par interpolation ou extrapolation. Pour la commune, le premier recensement exhaustif entrant dans le cadre du nouveau dispositif a été réalisé en 2005.

En 2022, la commune comptait 4 323 habitants, en évolution de −0,41 % par rapport à 2016 (Rhône : +3,93 %, France hors Mayotte : +2,11 %).
| 1793  | 1800  | 1806  | 1821  | 1831  | 1836  | 1841  | 1846  | 1851  |
| ----- | ----- | ----- | ----- | ----- | ----- | ----- | ----- | ----- |
| 1 636 | 1 579 | 1 543 | 1 439 | 1 525 | 1 448 | 1 549 | 1 517 | 1 504 |

| 1856  | 1861  | 1866  | 1872  | 1876  | 1881  | 1886  | 1891  | 1896  |
| ----- | ----- | ----- | ----- | ----- | ----- | ----- | ----- | ----- |
| 1 436 | 1 502 | 1 574 | 1 405 | 1 400 | 1 285 | 1 237 | 1 178 | 1 153 |

| 1901  | 1906  | 1911  | 1921  | 1926  | 1931  | 1936  | 1946  | 1954  |
| ----- | ----- | ----- | ----- | ----- | ----- | ----- | ----- | ----- |
| 1 167 | 1 206 | 1 284 | 1 183 | 1 202 | 1 184 | 1 138 | 1 160 | 1 382 |

| 1962  | 1968  | 1975  | 1982  | 1990  | 1999  | 2005  | 2006  | 2010  |
| ----- | ----- | ----- | ----- | ----- | ----- | ----- | ----- | ----- |
| 1 542 | 1 792 | 2 163 | 2 502 | 3 006 | 3 411 | 3 447 | 3 450 | 3 549 |

| 2015  | 2020  | 2022  | - | - | - | - | - | - |
| ----- | ----- | ----- | - | - | - | - | - | - |
| 4 341 | 4 313 | 4 323 | - | - | - | - | - | - |

## Économie

### Entreprises et commerces

#### Lafarge Granulats France

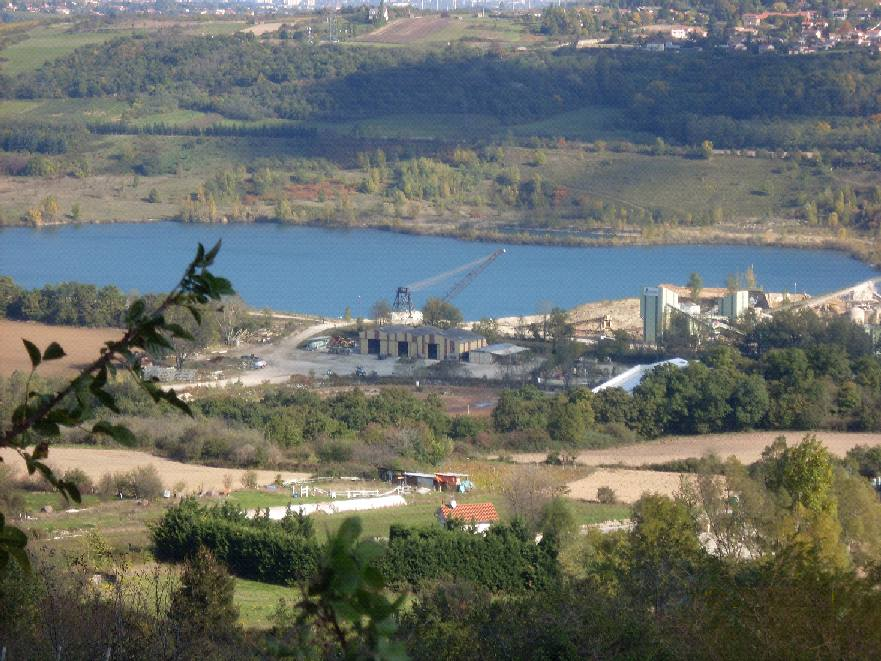
Carrière du Garon.

## Culture locale et patrimoine

### Lieux et monuments
- Château de La Gallée ;
- Église Sainte-Croix de Millery ;
- Saint-Sépulcre.

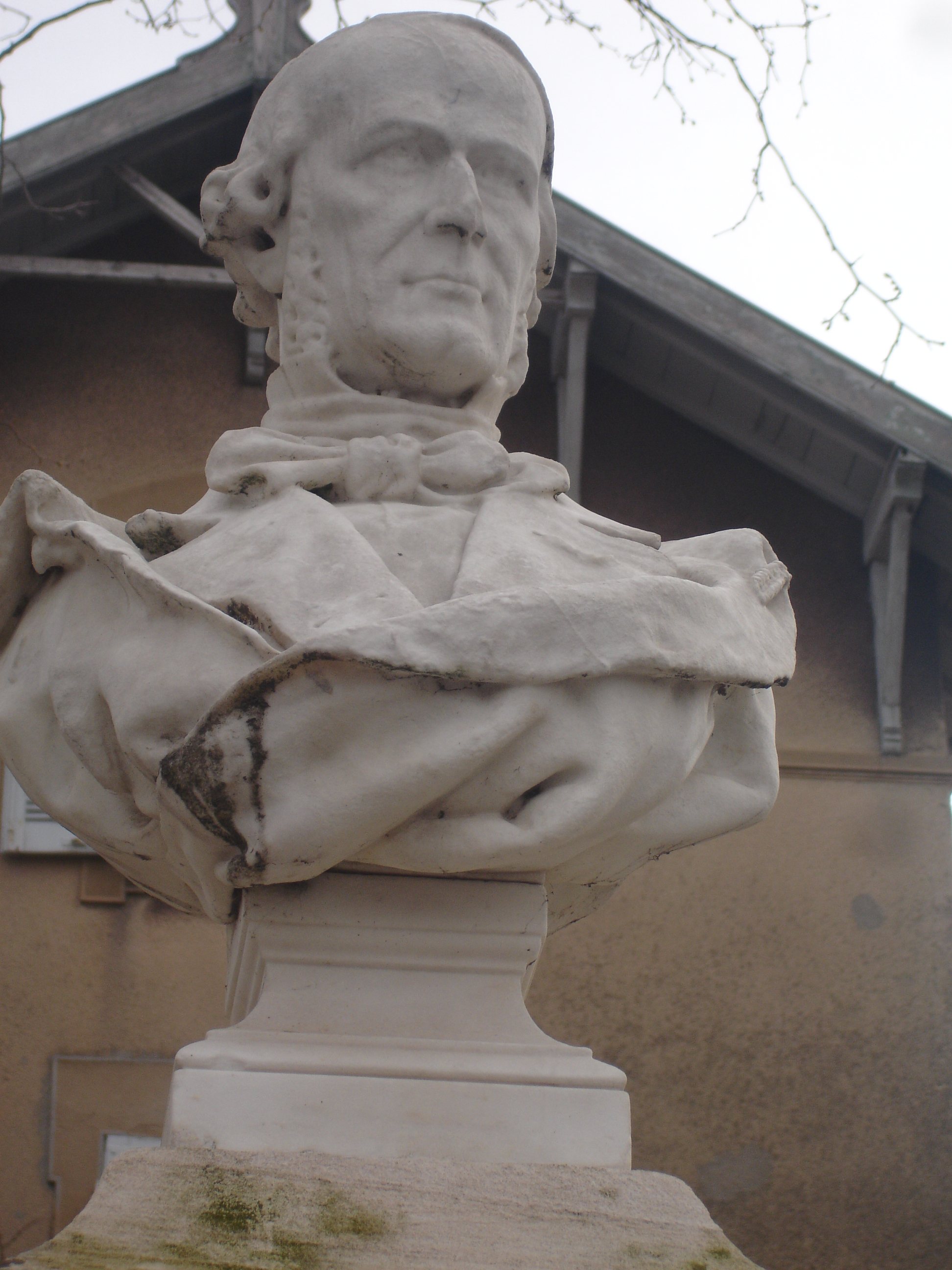
Simon Saint-Jean peintre et maire de Millery.
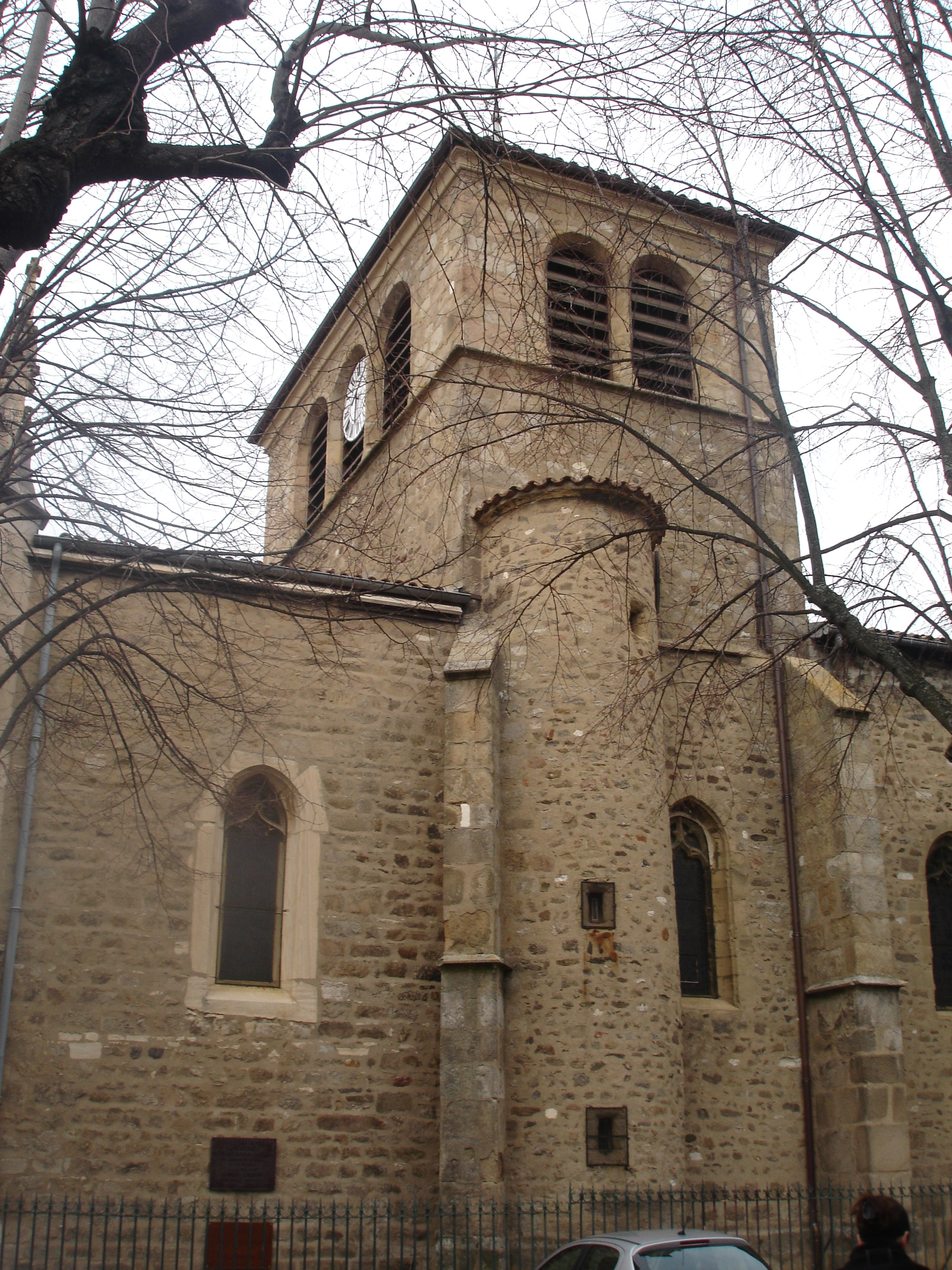
L'église vue latérale.
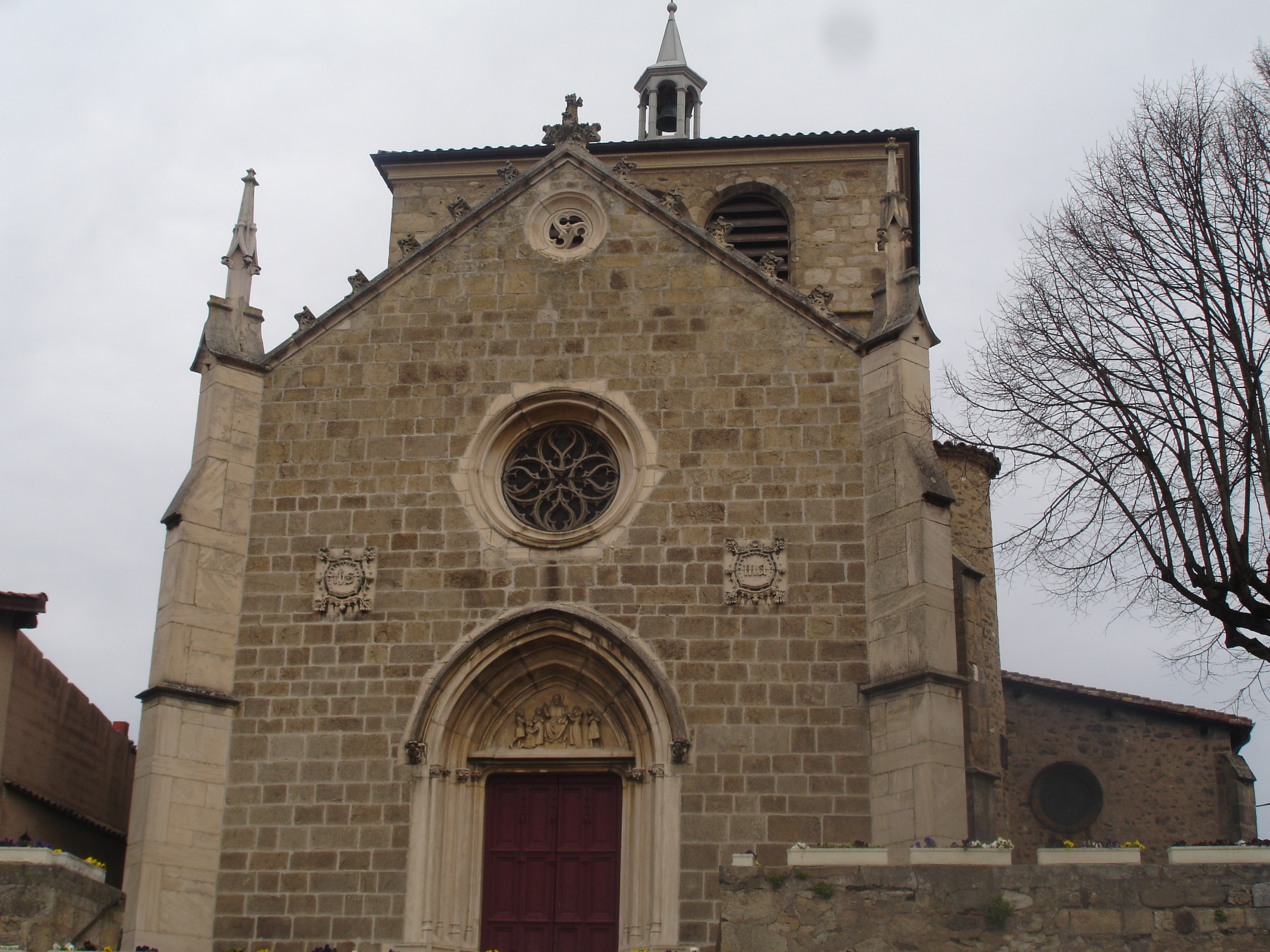
L'église vue de face.
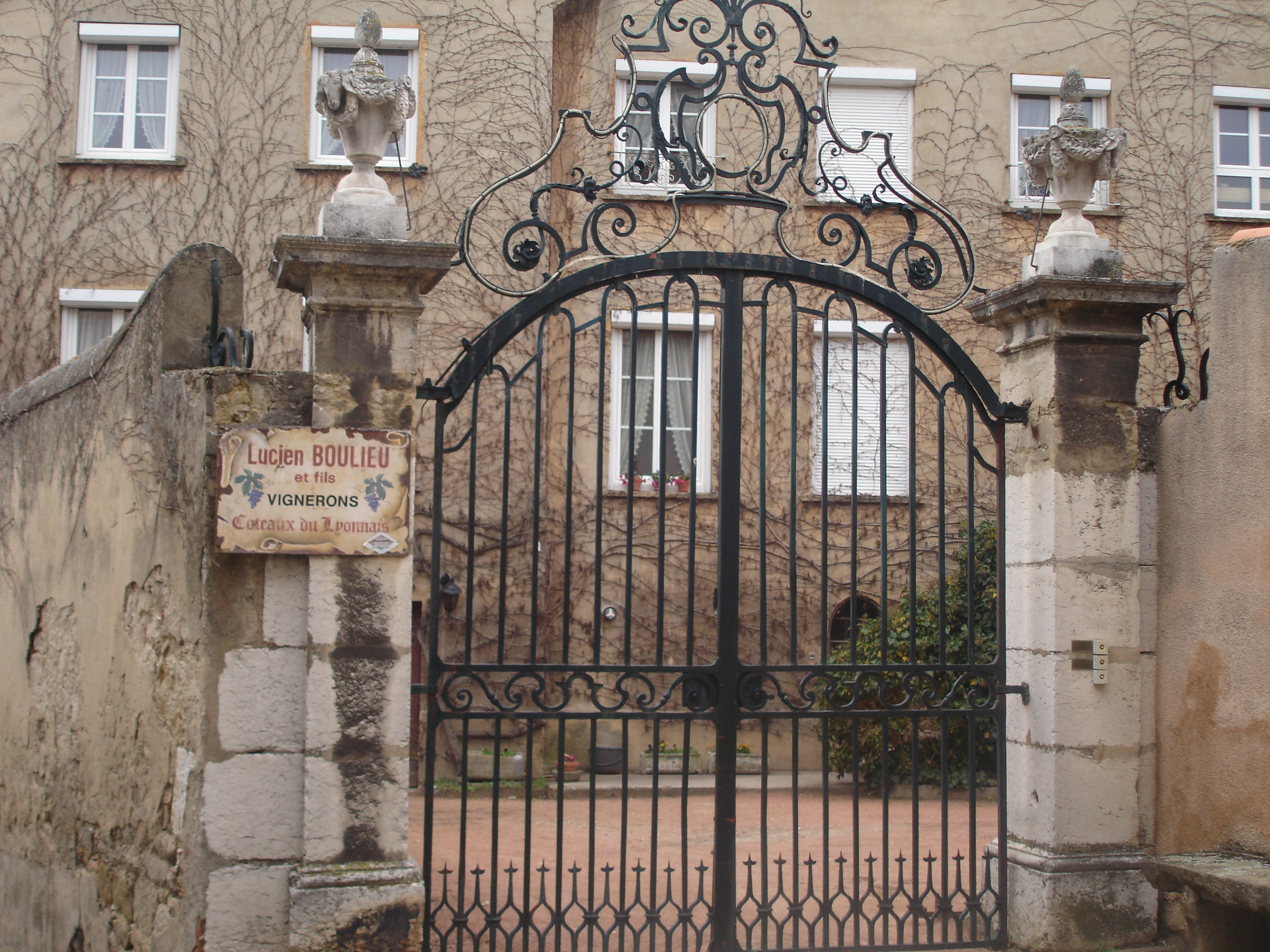
Maison forte, portail d'entrée.
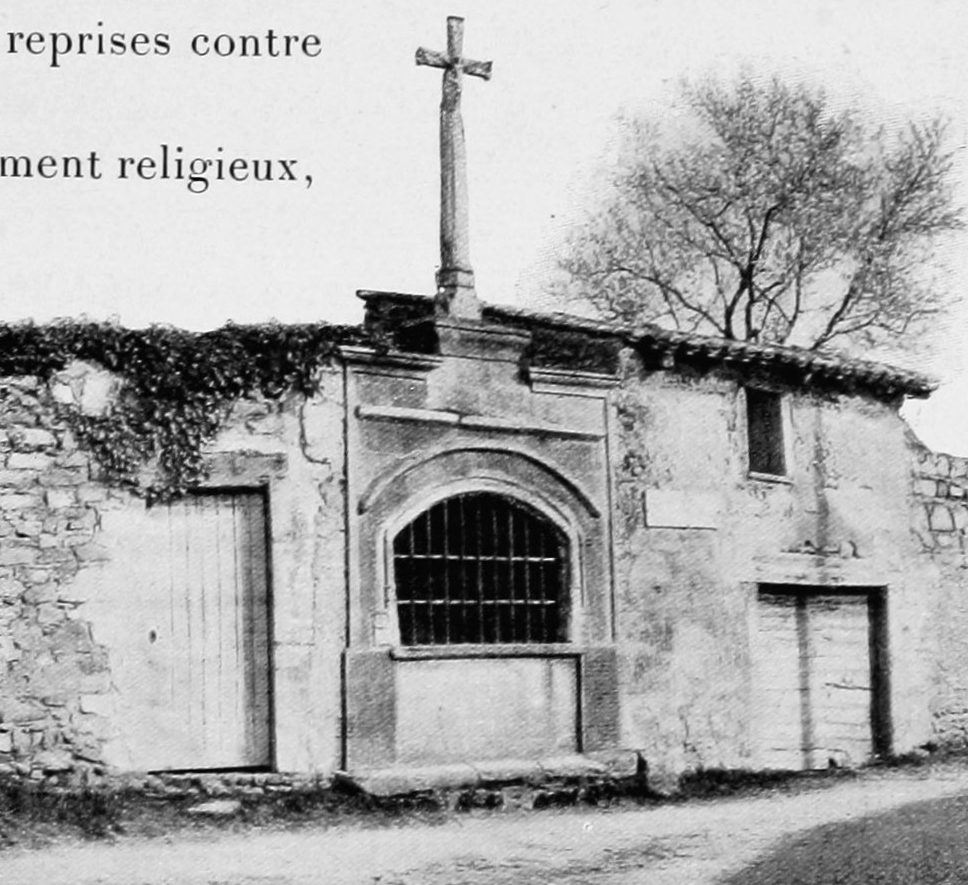
Le sépulcre entre 1901 et 1902.
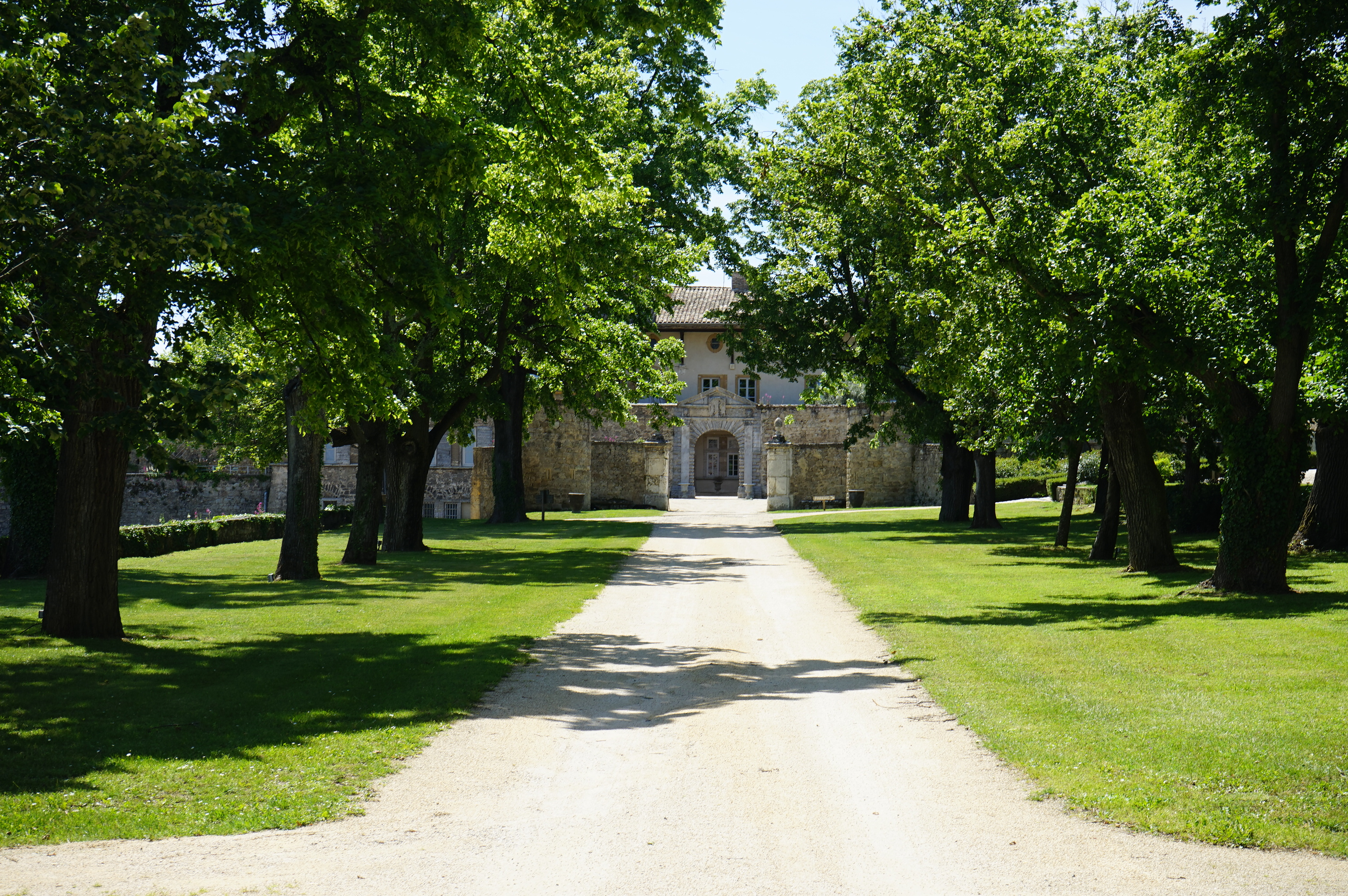
Entrée principale du Chateau de La Gallée à Millery (Rhône).

### Personnalités liées à la commune
- Odon Thibaudier (1823-1892), né à Millery, prélat, successivement évêque auxiliaire de Lyon, évêque de Soissons puis archevêque de Cambrai.
- Ninon Vallin (1886-1961), célèbre cantatrice qui a acheté en 1926 la Sauvagère, un domaine de 15 hectares situé en contrebas du village. Originaire de la région - elle est née à Montalieu-Vercieu près de Crémieu dans l'Isère - elle a fait une carrière internationale exceptionnelle et a donné à la fin de sa vie des cours de chant au Conservatoire de musique de Lyon. Elle a fait aménager dans son parc un théâtre de verdure où elle a donné de nombreux spectacles. 
Elle est enterrée au cimetière communal.
- Simon Saint-Jean (1808-1860), peintre français, spécialisé dans la peinture des fleurs.

### Héraldique
| Blason de Millery | Les armes de Millery se blasonnent ainsi : D'azur à la bande d'argent remplie de gueules accompagnée en chef d'un lion aussi d'argent et en pointe d'un cep de vigne d'or fruité de pourpre. |